# Baphia leptobotrys
Baphia leptobotrys är en ärtväxtart som beskrevs av Hermann August Theodor Harms. Baphia leptobotrys ingår i släktet Baphia och familjen ärtväxter.

## Underarter
Arten delas in i följande underarter:
- B. l. leptobotrys
- B. l. silvatica